# Turnov (nádraží)
Turnov je železniční stanice ve stejnojmenném městě v okrese Semily při ulici U nádraží. Tvoří významný železniční uzel Libereckého kraje. Leží v nadmořské výšce 262 m n. m. Stanice je zařazena do integrovaného dopravního systému IDOL.

## Historie

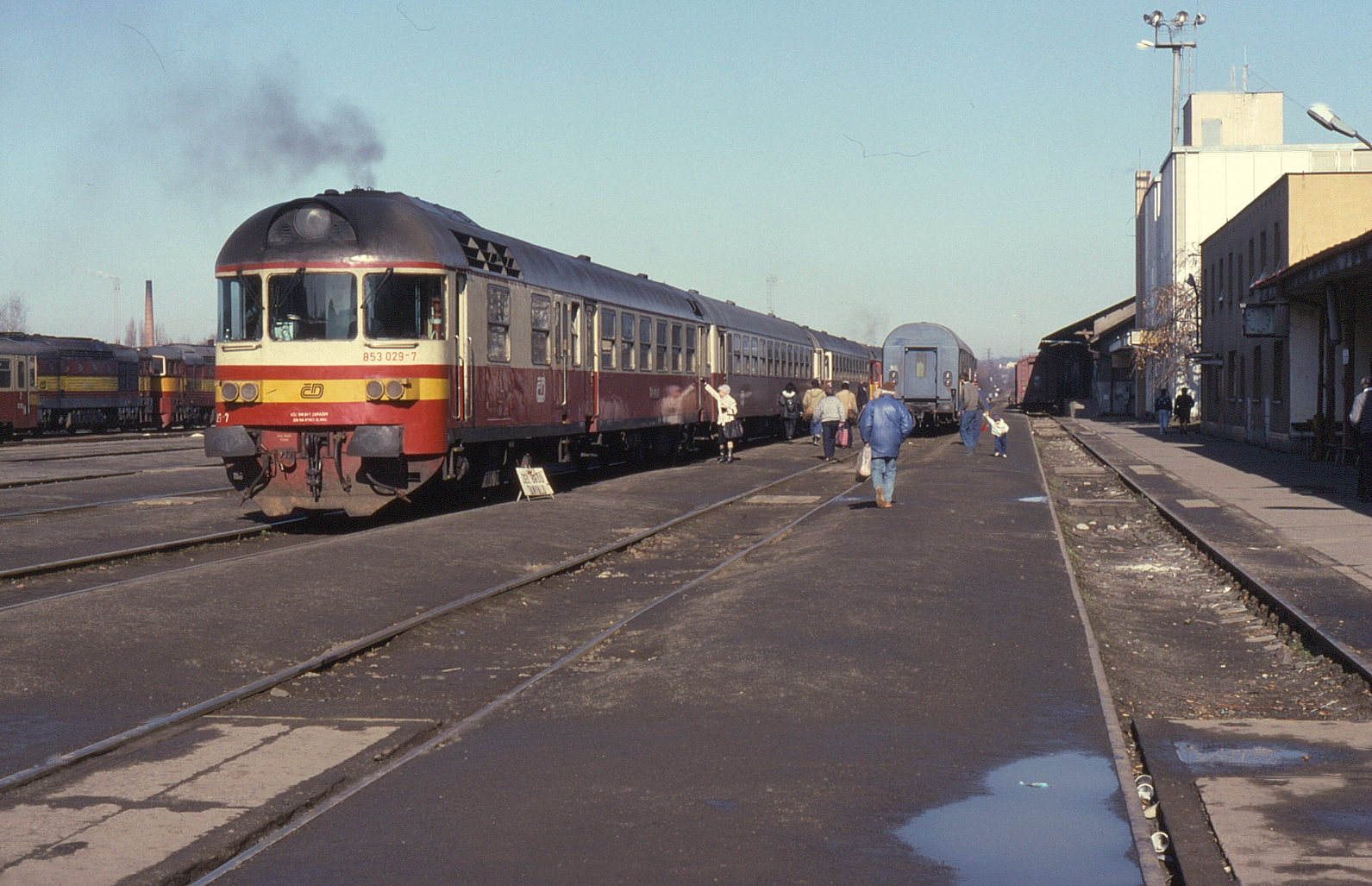
Stanice Turnov před rekonstrukcí nástupišť

Koleje byly do Turnova přivedeny směrem od Železného Brodu jakožto součást liberecko-pardubického spojení v roce 1858, stanice podle projektu Franze Reisemanna byla oficiálně otevřena 1. prosince. Půl roku nato byla zprovozněna celá trasa v majetku Jihoseveroněmecké spojovací dráhy. 15. října 1865 byla do Turnova přivedena trať Turnovsko-kralupsko-pražské dráhy ze směru od Mladé Boleslavi a Mnichova Hradiště, která byla zaústěna do severního libereckého kolejového zhlaví. Pro jízdu v libereckém směru je tedy nutné zajíždět úvratí. Společnost přistavěla k existující stanici západní část v novorenesančním stylu. Roku 1883 byla TKPE sloučena s Českou severní drahou (BNB).
Třetí připojenou tratí byla trasa z Jičína přes Libuň v majetku společnosti Místní dráha Turnov - Rovensko - Jičín, a to 19. října 1903. Vznikla nová budova i s kolejištěm, s městskou zástavbou spojoval stanici M.d. JRT železný můstek přes kolejiště Jihoseveroněmecké spojovací dráhy. Kolejové systémy zpočátku nebyly propojeny, stanice byly propojeny až po zestátnění SNDVB i BNB roku 1908, k přestavbě došlo roku 1910. Po zestátnění obsluhovala stanici jedna společnost, Císařsko-královské státní dráhy (kkStB), po roce 1918 pak správu přebraly Československé státní dráhy, místní dráha z Jičína byla zestátněna až roku 1925.
Jednotlivé staniční budovy doznaly v průběhu let celou řadu rozšiřování, oprav a přístaveb, v letech 2009-10 prošlo celé nádraží generální rekonstrukcí, včetně hlavní budovy dochované v podobě z roku 1906. Původní budova M.d. JRT stojí na druhé straně přes kolejiště od výpravní budovy, k odbavování cestujících již neslouží.

## Popis
V roce 2016 se stanici se nacházela celkem čtyři stavědla, vybavená elektromechanickým nebo mechanickým zabezpečovacím zařízením. Nádraží má celkem tři nástupiště s pěti hranami (uvažuje se o zastřešení), příchod k vlakům probíhá přes rohožové kolejové přechody. Součástí stanice jsou osobní a nákladové nádraží, a také depo. Ve stanici slouží směna dvou výpravčích a dvou signalistů (v noční směně jeden). Ve směru na Starou Paku a Jičín je traťovým zabezpečením telefonické dorozumívání, ve směru do Liberce automatické hradlo a ve směru do Mladé Boleslavi je traťovým zabezpečením reléový poloautomatický blok bez kontroly volnosti tratě. Všechna vjezdová návěstidla do stanice Turnov jsou světelná, stejně tak jako jejich předvěsti, světelná odjezdová návěstidla jsou na obou zhlavích skupinová.[zdroj?]
Ve stanici je pro informování cestujících nainstalován systém HIS-VOICE s hlasem herce Václava Knopa.